# Acrotylus errabundus
Acrotylus errabundus är en insektsart som beskrevs av Pierre Adrien Prosper Finot 1893. Acrotylus errabundus ingår i släktet Acrotylus och familjen gräshoppor. Inga underarter finns listade i Catalogue of Life.